# Swakopmund
Swakopmund is een kuststad in Namibië aan de monding van de rivier de Swakop in de Atlantische Oceaan. De plaats ligt evenals het nabijgelegen Walvisbaai in de regio Erongo. Swakopmund heeft een uitgesproken Duits karakter, vanwege het feit dat Namibië ooit een Duitse kolonie was (zie Duits-Zuidwest-Afrika). Tegenwoordig wordt er nog veel Duits gesproken (niet het minst door de talrijke toeristen) en kan men Kaffee mit Kuchen bestellen in een Konditorei.
De Herero noemen de plaats Otjozondjii. Swakopmunds naam komt van het woord Tsoakhaub in het Nama/Damara. Tsoa betekent achterste in het Nederlands en xoab uitwerpsel. Hiermee wordt de rivier de Swakop beschreven, die vaak dode dieren meedroeg naar de Atlantische Oceaan. De Duitse kolonisatoren verbasterden de naam naar Swachaub en later, in 1896 bij de officiële naamgeving, naar Swakopmund wat in het Duits monding van de Swakop rivier betekent.
Swakopmund is een populaire vakantiebestemming voor mensen uit de hoofdstad Windhoek, omdat het in het binnenland van Namibië in de zomer wel 40°C kan worden. Ook trekt het veel bezoekers uit Zuid-Afrika, met name hengelaars en zeevissers. Veel toeristen uit Europa doen de plaats aan na bezoek aan Sossusvlei of de robbenkolonie bij Kaap Kruis. Zand uit de naburige Namibwoestijn bedekt regelmatig de straten van het plaatsje.

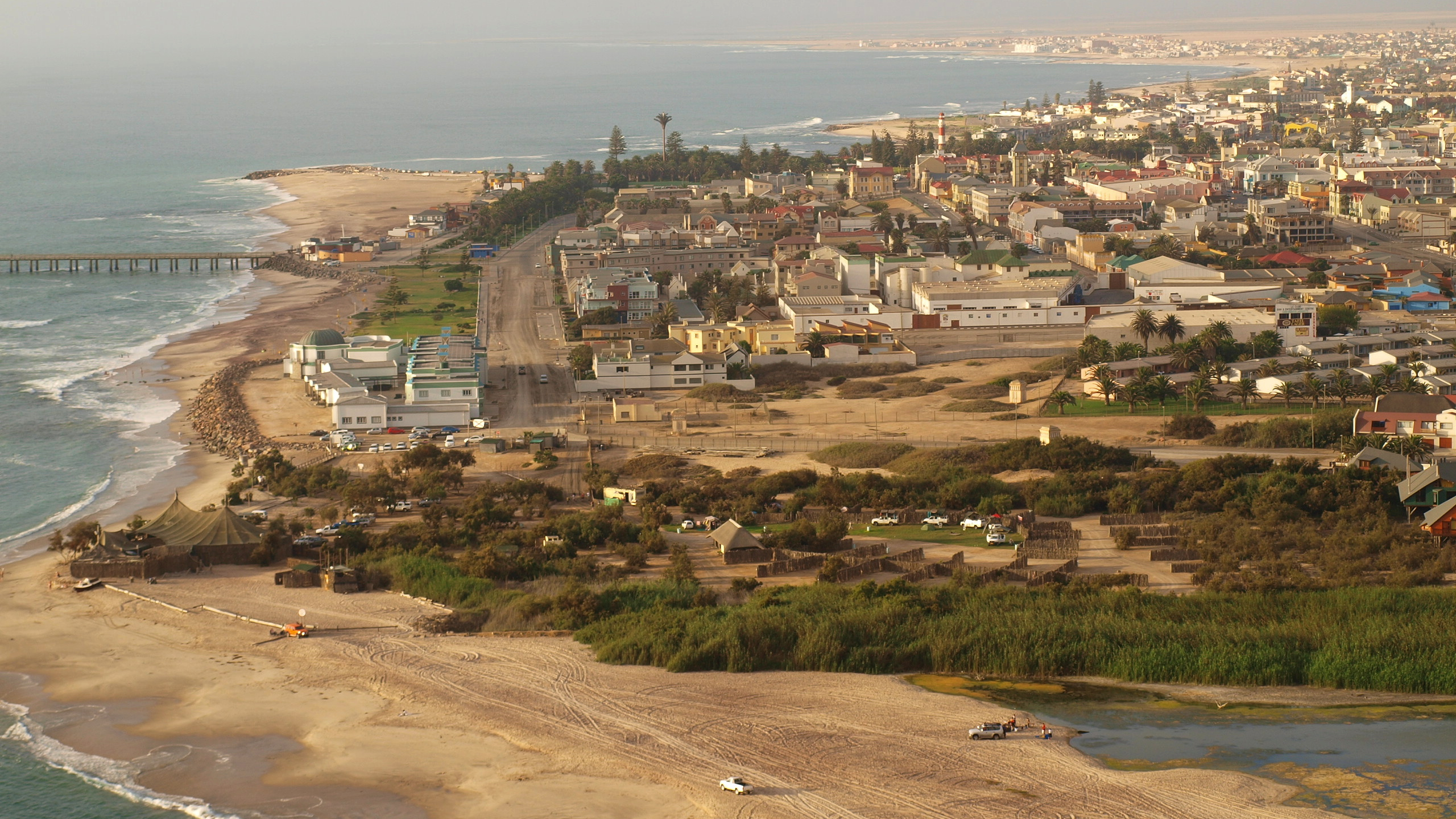
Swakopmund, Luchtfoto

## Geboren
- Razundara Tjikuzu (1979), Namibisch voetballer
- Drikus Coetzee (1993), Namibisch wielrenner